# Buchengewächse
Die Buchengewächse (Fagaceae) sind eine Familie in der Ordnung der Buchenartigen (Fagales) innerhalb der Bedecktsamigen Pflanzen (Magnoliopsida). Die acht bis zwölf Gattungen mit etwa 670 bis 900 Arten gedeihen meist in den kalten bis gemäßigten, seltener in den subtropischen bis tropischen Klimazonen überwiegend auf der Nordhalbkugel.

## Beschreibung

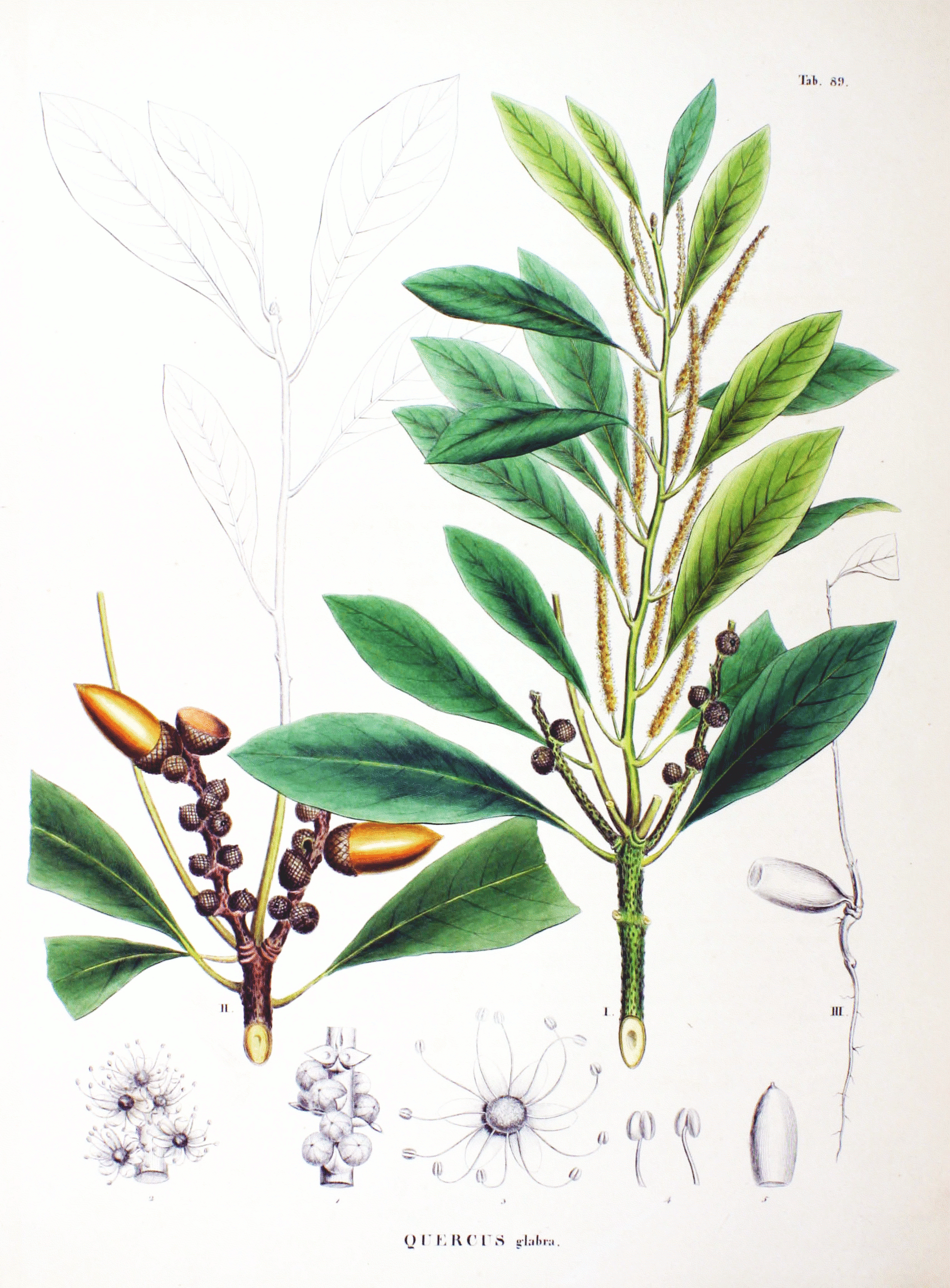
Illustration von Lithocarpus glaber

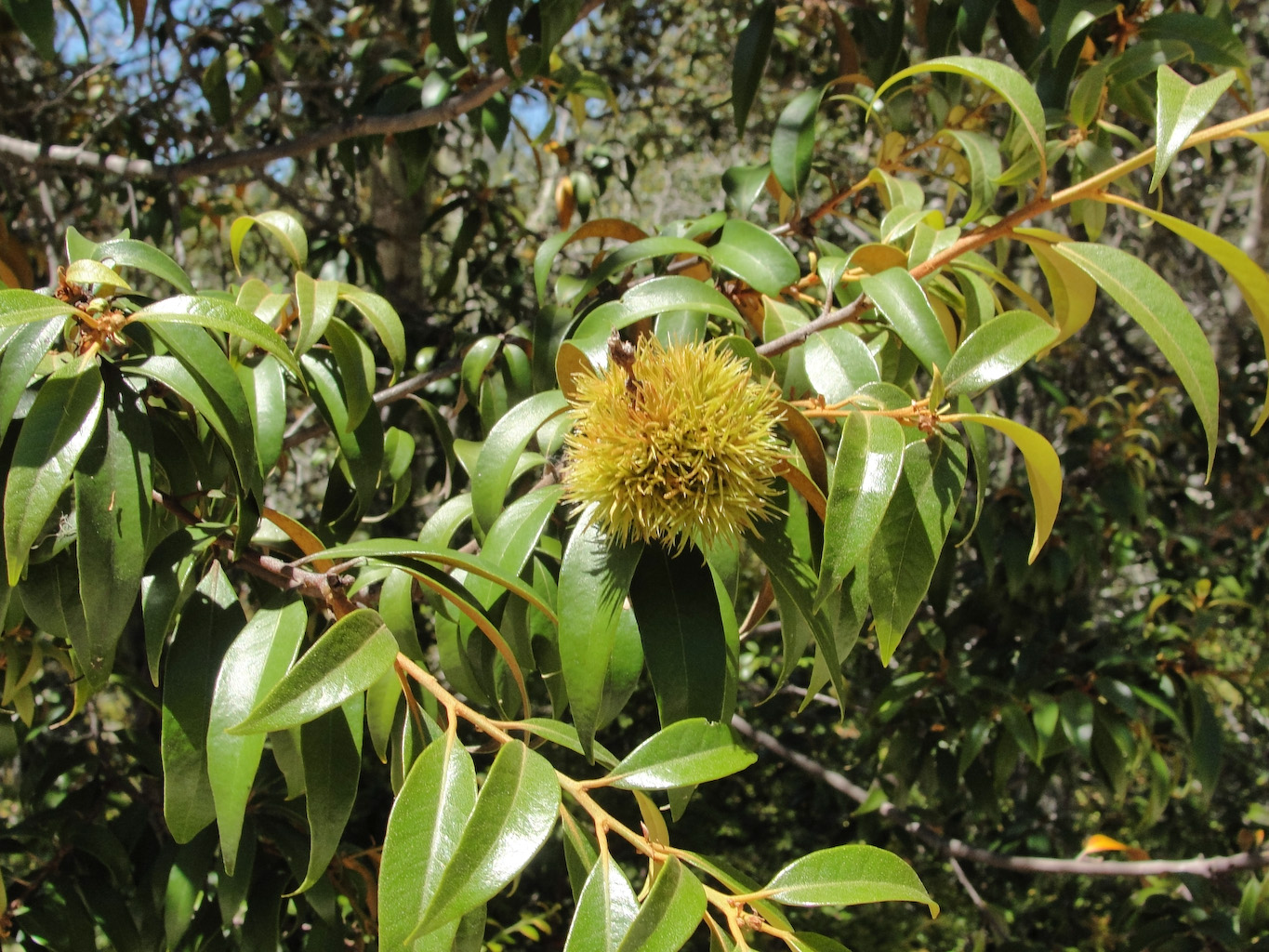
Unterfamilie Quercoideae: Laubblätter und Früchte von Chrysolepis chrysophylla

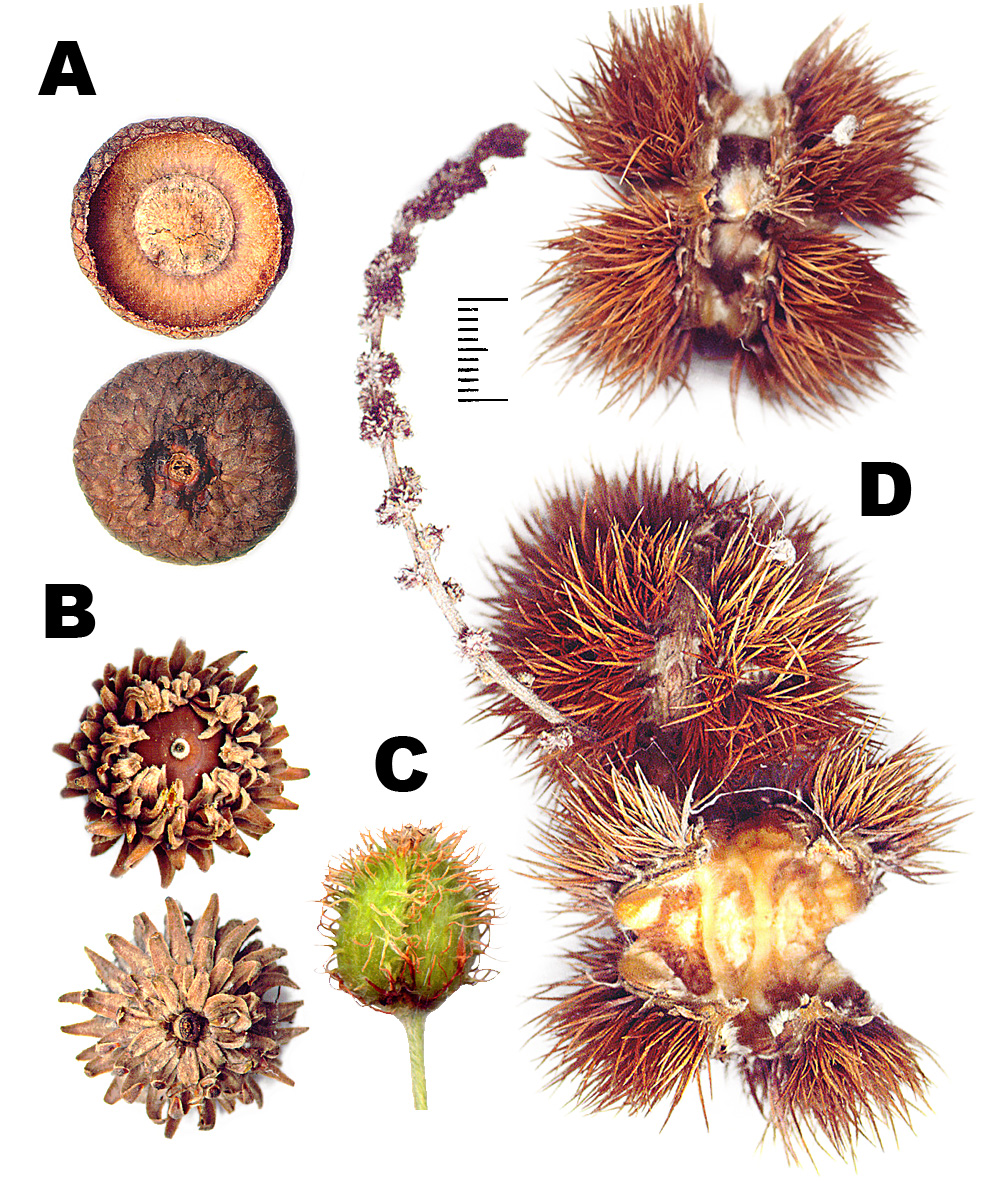
Fruchtbecher bei Fagaceae: A. Quercus rubra, B. Quercus trojana, C. Fagus sylvatica, D. Castanea sativa

### Erscheinungsbild und Blätter
Alle Arten der Familie Fagaceae sind verholzende Pflanzen und wachsen meist als Bäume oder selten Sträucher. Sie sind immergrün oder laubabwerfend.
Die wechselständig und zweizeilig oder spiralig angeordneten Laubblätter sind in Blattstiel und Blattspreite gegliedert. Die Blattspreiten sind oft ledrig. Die Blattränder sind glatt, gezähnt oder gesägt. Wenn der Blattrand glatt ist, reichen die Seitennerven nicht bis zum Blattrand. Die Blattflächen sind von einfachen, sternförmigen oder verzweigten Haaren (Trichomen) bedeckt. Nebenblätter sind vorhanden.

### Blütenstände und Blüten
Die Blüten sind in aufrechten oder hängenden, einfachen Blütenständen, die hier Kätzchen genannt werden, zusammengefasst. Alle Arten sind einhäusig getrenntgeschlechtlich (monözisch), das heißt auf einer Pflanze sind weibliche und männliche Blüten vorhanden, die Blüten eines Geschlechtes sitzen zu mehreren in Blütenständen zusammen. Die eingeschlechtigen Blüten sind radiärsymmetrisch. Es sind zwei mal drei freie Blütenhüllblätter vorhanden oder die Blütenhüllblätter sind verwachsen und enden mit vier bis sechs lappig. In den männlichen Blüten sind vier bis zwanzig Staubblätter vorhanden. Die weiblichen Blüten enthalten Staminodien und meist drei bis sechs (2 bis 15) Fruchtblätter sind zu einem unterständigen Fruchtknoten verwachsen. Je Fruchtknotenfach gibt es zwei hängende, anatrope, bitegmische Samenanlagen. Die Pollenverbreitung erfolgt meist durch Wind, aber bei einigen Arten, besonders der Gattung Castanea, durch Insekten.

### Früchte und Samen
Die für diese Familie typischen Früchte sind Nüsse, sie sitzen einzeln bis zu dritt (je nach Gattung) in einem Achsenbecher, auch Fruchtbecher oder Cupula genannt, zusammen. Deshalb wird die Familie auch Becherfrüchtler (Cupulaceae) genannt. Die Früchte werden durch Tiere verbreitet. Die Samen sind oft intensiv von Haaren umgeben, die im Endokarp ihren Ursprung haben.

Verbreitung der Fagaceae

### Chromosomensätze
Die Chromosomengrundzahlen betragen meist x = 12, selten 11, 13 oder 21.

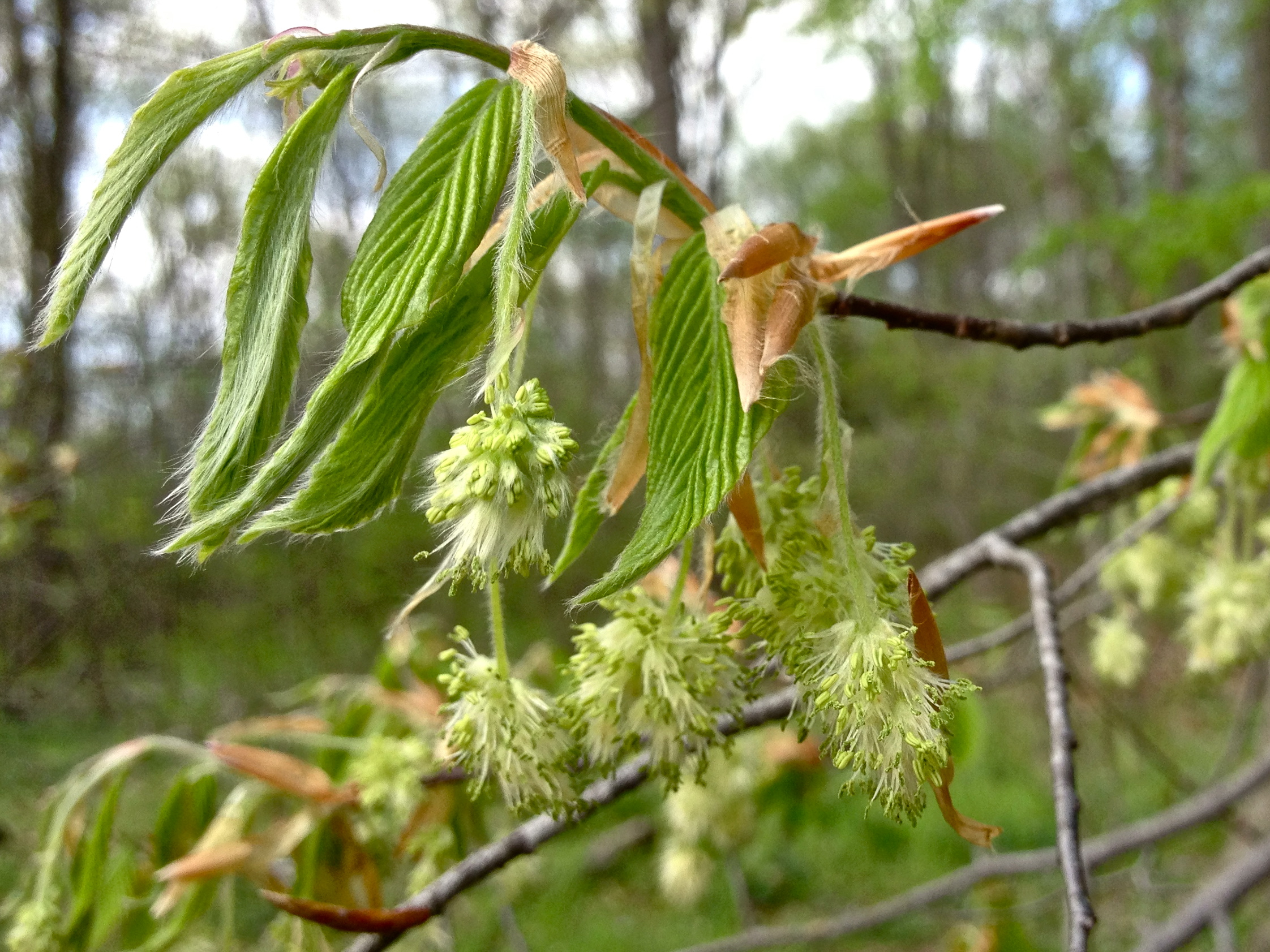
Unterfamilie Fagoideae: Zweig mit jungen Laubblättern und Blütenständen der Amerikanischen Buche (Fagus grandifolia)

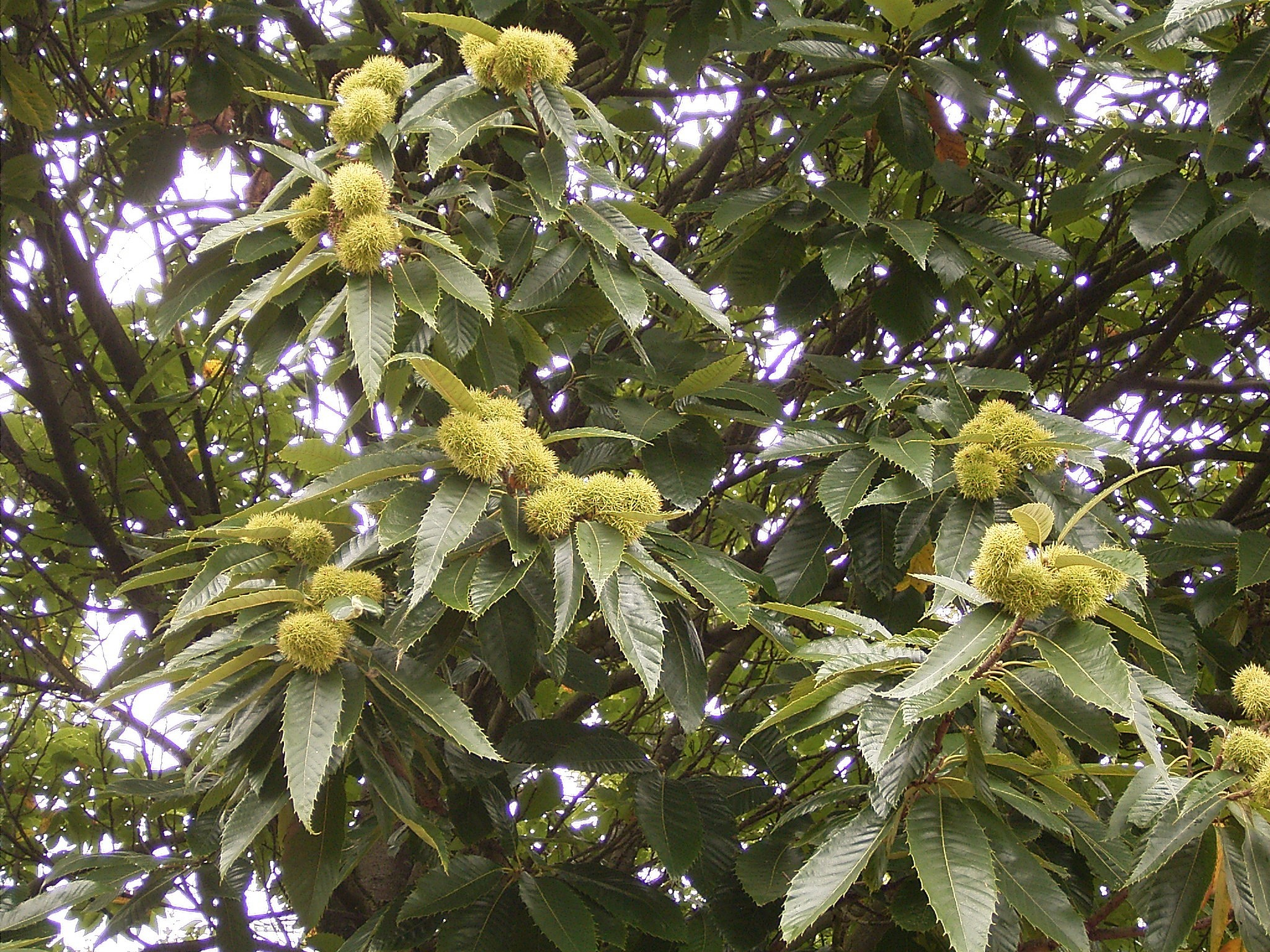
Unterfamilie Quercoideae: Edelkastanie (Castanea sativa)

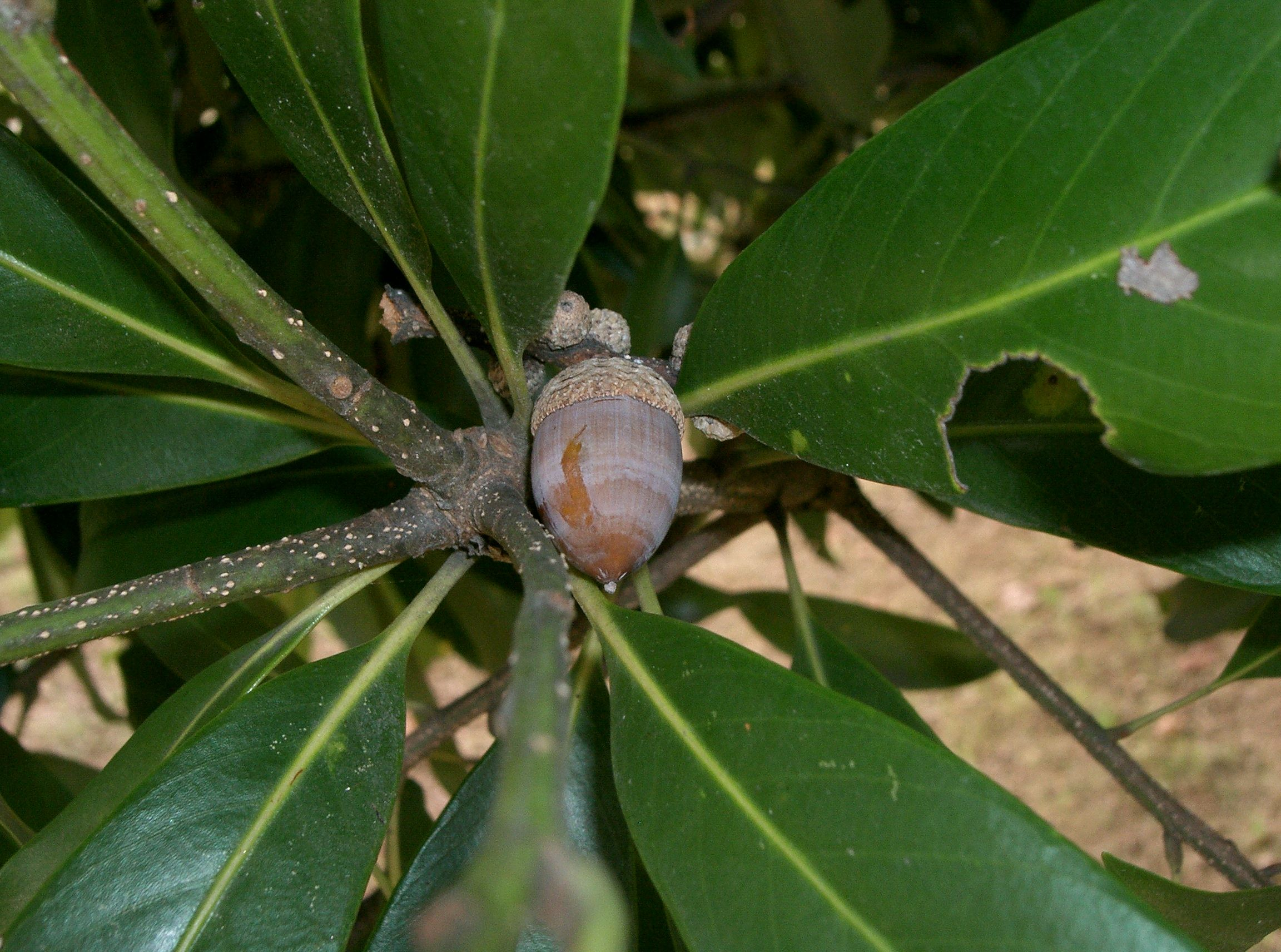
Unterfamilie Quercoideae: Lithocarpus edulis

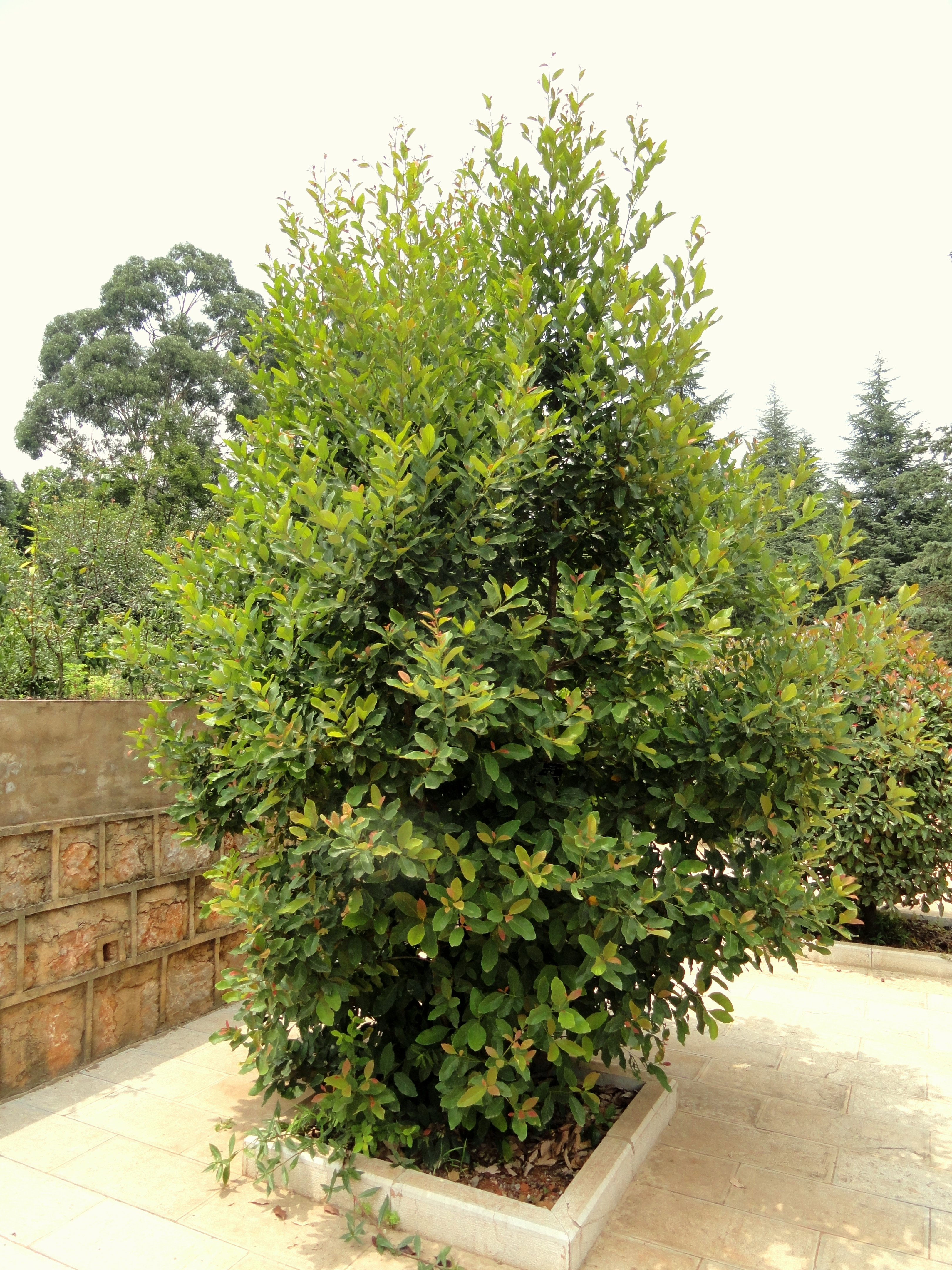
Unterfamilie Quercoideae: Trigonobalanus doichangensis

## Systematik und Verbreitung
Die Familie Fagaceae wurde 1829 durch Barthélemy Charles Joseph Dumortier in Analyse des Familles de Plantes, 11, 12 aufgestellt. Typusgattung ist Fagus L. Ein Synonym für Fagaceae Dum. ist Quercaceae Martinov.
Die Familie Fagaceae wird gegliedert in zwei Unterfamilien mit insgesamt acht oder zehn (früher sechs bis sieben) Gattungen und etwa 670 bis 1000 Arten:
- Unterfamilie Fagoideae K.Koch: Sie enthält nur eine Gattung mit etwa zehn Arten:
  - Buchen (Fagus L.): Die etwa zehn Arten sind von den östlichen USA bis Mexiko und in Eurasien verbreitet.
- Unterfamilie Quercoideae Oerst: Sie enthält etwa sieben Gattungen mit etwa 640 Arten:
  - Kastanien (Castanea Mill.): Die sieben bis zwölf Arten sind vor allem in der gemäßigten Zone Eurasiens verbreitet.
  - Scheinkastanien (Castanopsis (D.Don) Spach): Die etwa 120 bis 200 Arten sind im tropischen und subtropischen Asien verbreitet.
  - Chrysolepis Hjelmq.: Die nur zwei Arten sind in den westlichen USA beheimatet.
  - Lithocarpus Blume: Die etwa 120 bis 300 Arten sind fast ausschließlich im tropischen, südöstlichen Asien verbreitet (insbesondere Borneo).[5] Die einzige nordamerikanische Art, Lithocarpus densiflorus (Hook. & Arn.) Rehder in älterer Literatur, wurde als eigene Gattung, Notholithocarpus (wörtlich: "falsche Lithocarpus"), abgespalten.
  - Notholithocarpus Manos, Cannon & S.H.Oh: Auf Grund von molekulargenetischen Untersuchungen 2008 von Lithocarpus abgespalten.[6] Die einzige Art, Notholithocarpus densiflorus (Hook. & Arn.) Manos, Cannon & S.H.Oh, kommt in Kalifornien und dem benachbarten Oregon vor.
  - Eichen (Quercus L.): Die etwa 400 bis 600 Arten sind auf der Nordhalbkugel verbreitet.
  - Trigonobalanus Forman (Syn.: Colombobalanus Nixon & Crepet, Formanodendron Nixon & Crepet):  Es gibt drei Arten, die insbesondere von Fagaceenforschern als eigenständige Gattungen anerkannt werden:[2]
    - Trigonobalanus doichangensis (A.Camus) Forman (Syn.: Formanodendron doichangensis (A.Camus) Nixon & Crepet): Sie kommt in China und im nördlichen Thailand vor.[7]
    - Trigonobalanus excelsa Lozano (Syn.: Colombobalanus excelsa (Lozano, Hern. Cam. & Henao) Nixon & Crepet): Sie kommt nur in Kolumbien vor.[7]
    - Trigonobalanus verticillata Forman: Sie kommt auf Hainan, in Malaysia, auf Borneo, Sumatra und Sulawesi vor.[7]

In älterer Literatur werden auch die Scheinbuchen oder Südbuchen (Nothofagus Blume) mit etwa 35 Arten in diese Familie eingeordnet. Im Zuge der Auswertung molekulargenetischer Daten wurden die Nothofagus-Arten (APG I System und folgende) in eine eigene Familie Scheinbuchengewächse (Nothofagaceae) gestellt.

## Nutzung
Viele Arten liefern wertvolles Holz.
Von einigen Arten werden die Samen roh oder gegart gegessen. Es wird Tannin gewonnen. Aus einigen Arten wird Öl gewonnen. Bei einzelnen Arten wurden die medizinischen Wirkungen untersucht.